# 凫山街道
凫山街道，是中华人民共和国山東省济宁市邹城市下辖的一个乡镇级行政单位。

## 行政区划
凫山街道下辖以下地区：
三里营社区、桥西社区、锦汇社区、西园社区、南宫房社区、田庄社区、前庙户营社区、后庙户营社区、石家庄社区、周庄社区、巷里社区、海悦社区、文圣社区、凫山路社区和圣源社区。